# District de Soleure
Le district de Soleure est un ancien district suisse, situé dans le canton de Soleure. Il forme depuis 2005, avec le district de Lebern, la circonscription électorale de Soleure-Lebern.

## Communes
| Nom     | N° OFS | Population (décembre 2022) |
| ------- | ------ | -------------------------- |
| Soleure | 2601   | +016 633,                  |
| Total   | Total  | +016 633,                  |